# Andrew Duff
Andrew Duff, né le 25 décembre 1950 à Birkenhead dans le comté de Cheshire, est un homme politique démocrate libéral, ancien membre du Parlement européen pour l'Angleterre de l'Est et ancien président de l'Union des fédéralistes européens.

## Carrière politique
Il se présenta pour la première fois à l’élection au Parlement européen en 1984, terminant troisième avec 22,5 % des votes. Lors de l’élection de 1989 il réunit 8 % des votes, se plaçant quatrième puis troisième en 1994 avec 20 % des voix. La circonscription englobe alors le Cambridgeshire et le Bedfordshire. Avec l’instauration du système proportionnel sur base régionale, il fut élu pour la première fois en 1999 quand les démocrates libéraux emportèrent 12 % des voix dans la région. Il a ensuite été réélu lors des élections européennes de 2004 et 2009. Il n'est pas réélu lors des élections européennes de 2014.
D'octobre 2008 à novembre 2013, Andrew Duff est aussi président de l’Union des fédéralistes européens. Le 15 septembre 2010 il co-initia la création du Groupe Spinelli, une initiative pro-européenne destinée à relancer la recherche d'un fédéralisme au sein de l'Union européenne. Jacques Delors, Daniel Cohn-Bendit, Guy Verhofstadt et Elmar Brok (qui lui succède à la tête de l'UFE) font aussi partie de ce groupe.
Andrew Duff a été conseiller municipal de la ville de Cambridge de 1982 à 1990 et vice-président des Démocrates libéraux de 1994 à 1997. Il a été décoré de l’Ordre de l’Empire britannique en 1997. En octobre 2007, il a rejoint le Conseil européen des relations étrangères.
Andrew Duff est aussi connu pour son bégaiement.

## Projet de réforme du système électoral au Parlement européen (Rapport Duff)
En 2011, Andrew Duff a proposé de remanier en profondeur le système électoral. Certains députés européens (25 originellement, rapport Duff numéro 1) seraient élus sur la base de listes transnationales établies par les partis politiques européens, et non par les partis nationaux. Cette réforme est perçue comme un moyen de donner une dimension réellement européenne aux élections du Parlement européen, galvaniser ces dernières et donner plus de poids aux partis politiques européens. En parallèle, Andrew Duff propose la création d’une registre électoral unique, une réattribution des sièges régulière afin de tenir compte de l'évolution démographique à l’intérieur de l’Union, et une rationalisation du moment de l'élection (il suggère d'effectuer les élections en mai plutôt qu'en juin afin d'éviter les périodes de vacances scolaires dans certains pays, et la tenue des élections sur 2 jours au lieu de 4 afin de donner plus de visibilité à l’événement et permettre à tous les votants d’être égaux face au vote).
Cependant, du fait d’un manque de soutien au sein de Parlement européen et de l’hostilité des États membres, l’eurodéputé Duff a retiré son projet afin de le retravailler au sein de la Commission affaires constitutionnelles. Les modifications proposées par cette même Commission sont adoptées en janvier 2012. La version modifiée de ce projet de réforme a été bloqué par le PPE lors de la session plénière à Strasbourg en mars 2012, et n'a donc pas été adopté avant les élections européennes de 2014.